# Herrscherskulpturen am Altstadtrathaus in Braunschweig

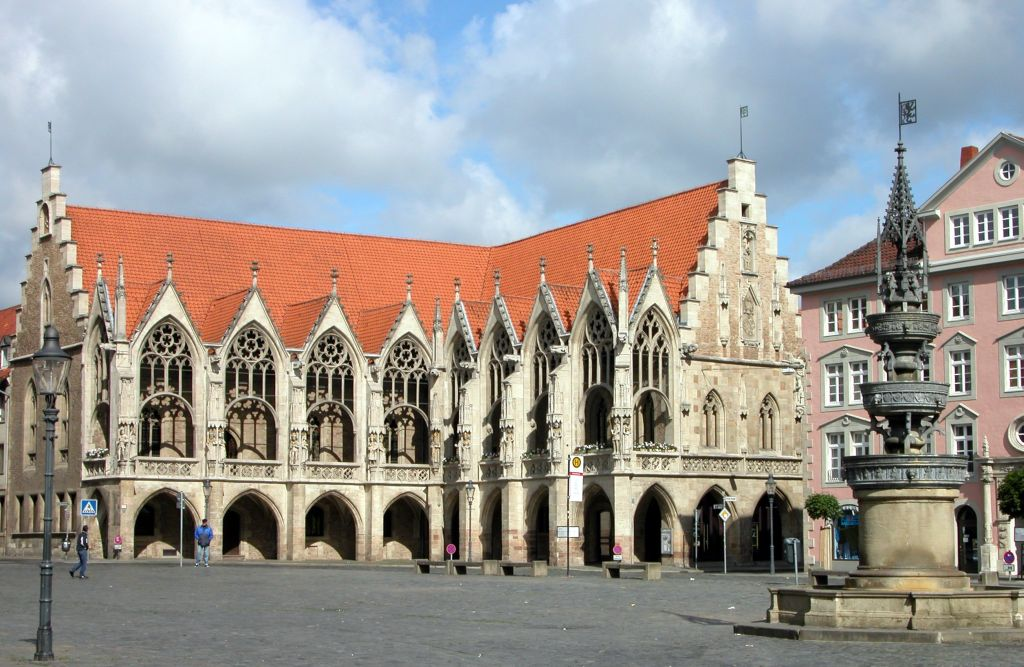
Das Altstadtrathaus (Südostansicht), rechts der Altstadtmarktbrunnen, dahinter das Stechinelli-Haus.

Bei den Herrscherskulpturen am Altstadtrathaus in Braunschweig handelt es sich um 17 lebensgroße Kalksteinstatuen, die zwischen 1455 und 1468 an neun Pfeilern der West- und Nordfassade des oberen Laubenganges des unter Denkmalschutz stehenden Altstadtrathauses in Braunschweig aufgestellt wurden. Die Männer- und Frauenfiguren stellen ottonische und welfische Herrscher und deren Ehefrauen dar. Sämtliche Standbilder wurden mit sehr hoher Wahrscheinlichkeit von nur einem einzigen Bildhauer, nämlich Hans Hesse dem Jüngeren, geschaffen.

## Geschichte

### Altstadtrathaus
Das Altstadtrathaus im historischen Weichbild Altstadt, befindet sich an der Nordwestecke des Altstadtmarktes. Seine Nordseite liegt direkt gegenüber der Martinikirche, der Westseite gegenüber liegt das Stechinelli-Haus. Das Rathaus wurde Mitte des 13. Jahrhunderts im Stil der Gotik errichtet und zählt heute zu den ältesten erhaltenen Rathäusern Deutschlands. Es blieb jahrhundertelang baulich größtenteils unverändert. Durch alliierte Bombenangriffe während des Zweiten Weltkrieges wurde zwar das Dach zerstört und das Gebäude brannte aus, blieb aber – ebenso wie die 17 Standbilder – in seiner Grundsubstanz erhalten und konnte wieder nutzbar gemacht werden.

### Entstehung
Es existieren mehrere Rechnungen aus dem Zeitraum 1455 bis 1468, die die Herstellung und Teil-Vergoldung der Statuen betreffen. Die älteste erhaltene Mitteilung ist eine Rechnung der Altstadt aus dem Jahr 1455: Ein Maler namens Cord erhielt 5 ft, vor de belde to stofferen unde vergulden, und ½ M vor de schilde to malen. 1460 fielen erneut Ausgaben für Vergoldungen an. Aus dem Zeitraum 1456 bis 1462 sind mehrere Rechnungen für Material (die zu behauenden Steine) und dessen Transport in die Werkstatt des Bildhauers sowie für bildhauerische Arbeiten an sich erhalten.
Hans Hesse erhielt für eine Statue je 4½ ft. Für die Jahre 1456 bis 1462 sind Zahlungen an ihn für insgesamt 14 Statuen nachgewiesen. Eine Rechnung von 1462 hat allerdings den Text 9 ft […] vor 2 belde, 1 hertoge unde 1 hertogynnen, Hanse dem moller. (9 Gulden […] für 2 [Stand-]Bildnisse, 1 Herzog und 1 Herzogin, Hans, dem Müller.). Dies nahm unter anderem Wolfgang Scheffler in seiner Dissertation von 1925 (s. u.) zum Anlass, zu vermuten, dass es mindestens zwei Bildhauer gab, die Statuen für das Rathaus schufen: Hans Hesse d. J. und Hans Müller. Scheffler folgte damit z. B. dem französischen Architekten Aymar Pierre Verdier und dem französische Arzt und Archäologen François Cattois. Beide vertraten 1855 im ersten Band ihres Werkes Architecture civile et domestique au Moyen âge et à la Renaissance die Ansicht, dass es neben Hesse mindestens einen weiteren Bildhauer gegeben habe. Carl Schiller hatte diese Auffassung bereits 1852 vertreten, später auch Wilhelm Mithoff, Gottfried Kiesow und Harmen Thies. Ohm schließt dies angesichts von erhaltenen Rechnungen für allein 14 Figuren, die von Hesse geschaffen wurden aus, räumt jedoch ein, dass wie Annette Boldt-Stülzebach oder Matthias Puhle, nicht vollkommen ausgeschlossen werde könne, dass ein namentlich nicht bekannter zweiter Bildhauer tätig war.
Eine letzte erhaltene Rechnung stammt von 1468, sie bezieht sich wieder auf Vergoldungsarbeiten an den Figuren, die wieder von mester Corde ausgeführt wurden.

### Intention, Motivation und Deutung
Was Intention und Motivation des oder der Auftraggeber(s) betrifft, existieren unterschiedliche Hypothesen. Sofern es sich um eine politische Aussage handelt, sei diese (nach Ohm) jedoch nicht einfach sichtbar bzw. zu deuten.
Bernd Schneidmüller wies darauf hin, dass der Braunschweiger Chronist Hermann Bote in seiner zwischen 1493 und 1502 entstandenen Braunschweigischen Weltchronik darlegte, dass die fünf Weichbilde (Altewiek, Altstadt, Hagen, Neustadt und Sack), aus denen sich die Stadt Braunschweig zusammensetzt, von ottonischen Herrschern gegründet worden seien und wichtige Kirchen von ihnen gestiftet. Braunschweig sei also dadurch „in die Geschichte sächsischer Kaiser, Könige und Herzöge“ sowie in das „Gefüge des Reiches“ eingeordnet. Dies gehe aus den Standbildern hervor, die „in den liudolfingischen Herrschern bis Otto III. Braunschweiger Stadtherren erblickte, deren Herrschaft über die Brunonen und schließlich Kaiser Lothar an die Welfen gelangte“.

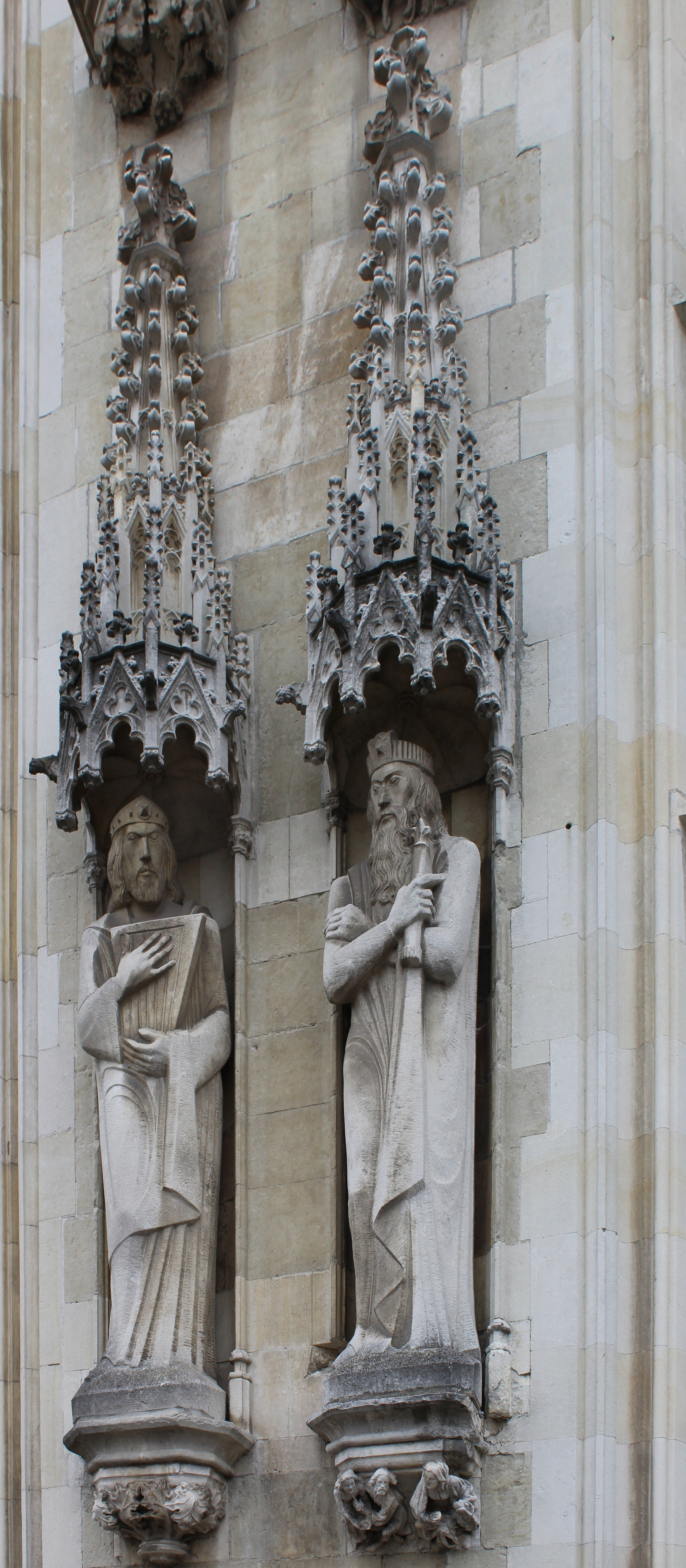
Statuen am Rathaus von Brügge, zwischen 1376 und 1380 entstanden

Scheffler vermutete 1925 in seiner Dissertation, es handele sich womöglich um „niederländische Gepflogenheiten“ (s. z. B. das zwischen 1376 und 1380 entstandene Figurenprogramm am Rathaus von Brügge), dass also Kaufleute aus der Hansestadt Braunschweig das Rathaus des Hansekontors Brügge gekannt haben könnten. Auch könnten die Figurengruppen des 1396 erbauten Schönen Brunnens in Nürnberg Vorlage für Braunschweig gewesen sein, so wie zum Beispiel für den 1408 fertiggestellten Altstadtmarktbrunnen, der sich nur einige Meter direkt gegenüber dem Altstadtrathaus befindet. Ebenso könnte das zwischen 1405 und 1410 entstandene Bremer Rathaus als Vorlage gedient haben.
In ihrer Dissertation von 1960 verglich Gisela Goldberg die Statuen mit jenen der Königsgalerien französischer Kathedralen wie Chartres, Paris und Reims, deren Zweck es war, „eine möglichst weit zurückliegende Ahnenfolge“ darzustellen, „aus der sich des augenblicklichen Herrschers Regierungsanspruch begründet“. Armin Wolf setzte das Figurenprogramm in Braunschweig mit dem der Wittelsbacher am Ständehaus in Landshut sowie den Figuren am Friedrichsbau des Heidelberger Schlosses gleich.
Bereits Ende der 1970er Jahre hatte Manfred R. W. Garzmann darauf hingewiesen, dass das stark befestigte Braunschweig reich und Mitglied der wirtschaftlich mächtigen und politisch einflussreichen Hanse war. Die Stadt bestand auf Eigenverwaltung und Herrschaft und opponierte damit zunehmend gegen die Welfen. Braunschweig leitete diesen eigenen Herrschaftsanspruch unter anderem aus dem Stadtrecht ab, dass ihr von Heinrich dem Löwen verliehen worden und von dessen Enkel, Otto, dem Kind 1227 bestätigt worden war (siehe: Ottonianum). Das Figurenprogramm am Rathaus der Altstadt sollte also diesen Anspruch auf Eigenständigkeit untermauern und auch als reichsrechtlich legitimiert dokumentieren.
Ohm weist darauf hin, dass es in Braunschweig im 15. Jahrhundert, als sich die Stadt auf dem Höhepunkt ihrer Macht befand, keine Bestrebungen gab, Reichsstadt zu werden. Eine Reichsunmittelbarkeit wurde erst Ende des 16. Jahrhunderts zum Ziel, als Braunschweig sich bereits erhöhtem Druck seitens der Welfen in Wolfenbüttel ausgesetzt sah. So sollte das Figurenprogramm am Rathaus weder die Herrschaft der Welfen über die Stadt rechtfertigen, noch die vollkommene Unabhängigkeit der Stadt. Vielmehr ging es darum, die Freiheitsrechte Braunschweigs gegenüber den Herzögen hervorzuheben. Der Figurenschmuck wäre demnach Ausdruck des Selbstverständnisses und Selbstbewusstseins der Hansestadt Braunschweig, insbesondere deren Oberschicht, bestehend aus Händlern und Kaufleuten. So sollen die Statuen die Selbstständigkeit und Unabhängigkeit der Stadt von den welfischen Fürsten, den Defacto-Herrschern, hervorheben.
Die Statuen entstanden kurz nach der Verlegung der Residenz der Welfenherzöge aus der Stadt Braunschweig heraus in das 15 km südlich gelegene Wolfenbüttel. Die Welfenherzöge hatte ihre Herrschaftsrechte zu Beginn des 15. Jahrhunderts größtenteils durch Verkauf und Verpfändung an die Stadt abgetreten. Ihren innerstädtischen Herrschaftssitz, die Burg Dankwarderode, in der sie Jahrhunderte residiert hatten, hatten sie für Wolfenbüttel aufgegeben. Nach Ohm lag den Braunschweiger Bürgern in diesem Moment also nichts ferner, als die Macht der Welfen künstlerisch darzustellen. Auch dass es dabei um die Versinnbildlichung des Anspruch auf den Rang einer Reichsstadt ging, hält Ohm für wenig überzeugend. Zwar hatte Richard Moderhack 1997 in seiner Stadtgeschichte darauf hingewiesen, dass Braunschweig um 1400 „ganz offensichtlich die Stellung einer reichsfreien Stadt“ anstrebte, doch hatte Garzmann zwei Jahre zuvor die Meinung vertreten, die Braunschweiger Ratsherren hätten sich nicht „mit letzter Konsequenz um den Rang einer Reichsstadt bemüht“, weil ihnen – wie zum Beispiel auch zur gleichen Zeit, dem 100 km südlich gelegenen Göttingen – bewusst war, mit welchen finanziellen Belastungen in diesem Fall zu rechnen war. Die gleiche Ansicht wird auch von Schneidmüller vertreten.
Nach Günter Jahn (1998) sollte vor allem den Welfenherzögen die „schuldige Referenz“ erwiesen werden. So sollten die Statuen eine Herrschaftskontinuität abbilden. Die liudolfingischen und welfischen Statuen – mit Lothar III. im Zentrum – stellten zum einen Reichsrepräsentanten höchster weltlicher Macht und Würden dar sowie auch zwei in Sachsen herausragende Geschlechter, die über Brunonen und Billunger eng miteinander verbunden sind. Sie bilden damit eine für Braunschweig bedeutende Herrschaftskontinuität ab und seien somit Ausdruck bürgerlichen Selbstbewusstseins im Braunschweig des Spätmittelalters. Die Braunschweiger Bürgerschaft hatte sich Mitte des 15. Jahrhunderts, zum Zeitpunkt der Entstehung dieser Figurengruppe, politisch bereits deutlich von den Welfen distanziert und über zahlreiche Sonderrechte weitreichende Autonomie erlangt, die es in dieser Form zu dokumentieren suchte. Der Ort der Aufstellung der Statuen, das Altstadtrathaus, politisches Zentrum der spätmittelalterlichen Stadt und Begegnungsstätte von welfischen Herzögen und städtischer Bevölkerung bei Huldigung oder Rechtsbestätigung unterstreicht diese Theorie.

### Beschreibung
Wie im 15. Jahrhundert üblich, ging es bei der Anfertigung der Standbilder nicht darum, eine tatsächliche, historisch überlieferte Porträtähnlichkeit abzubilden – wie sollte das auch über einen Zeitraum von über 300 Jahren auch möglich gewesen sein? Es ging also nicht um die realistische Abbildung eines Menschen, sondern um die Darstellung historischer Personen, die anhand verschiedener Attribute als Könige, Kaiser oder Herzöge identifizierbar waren.

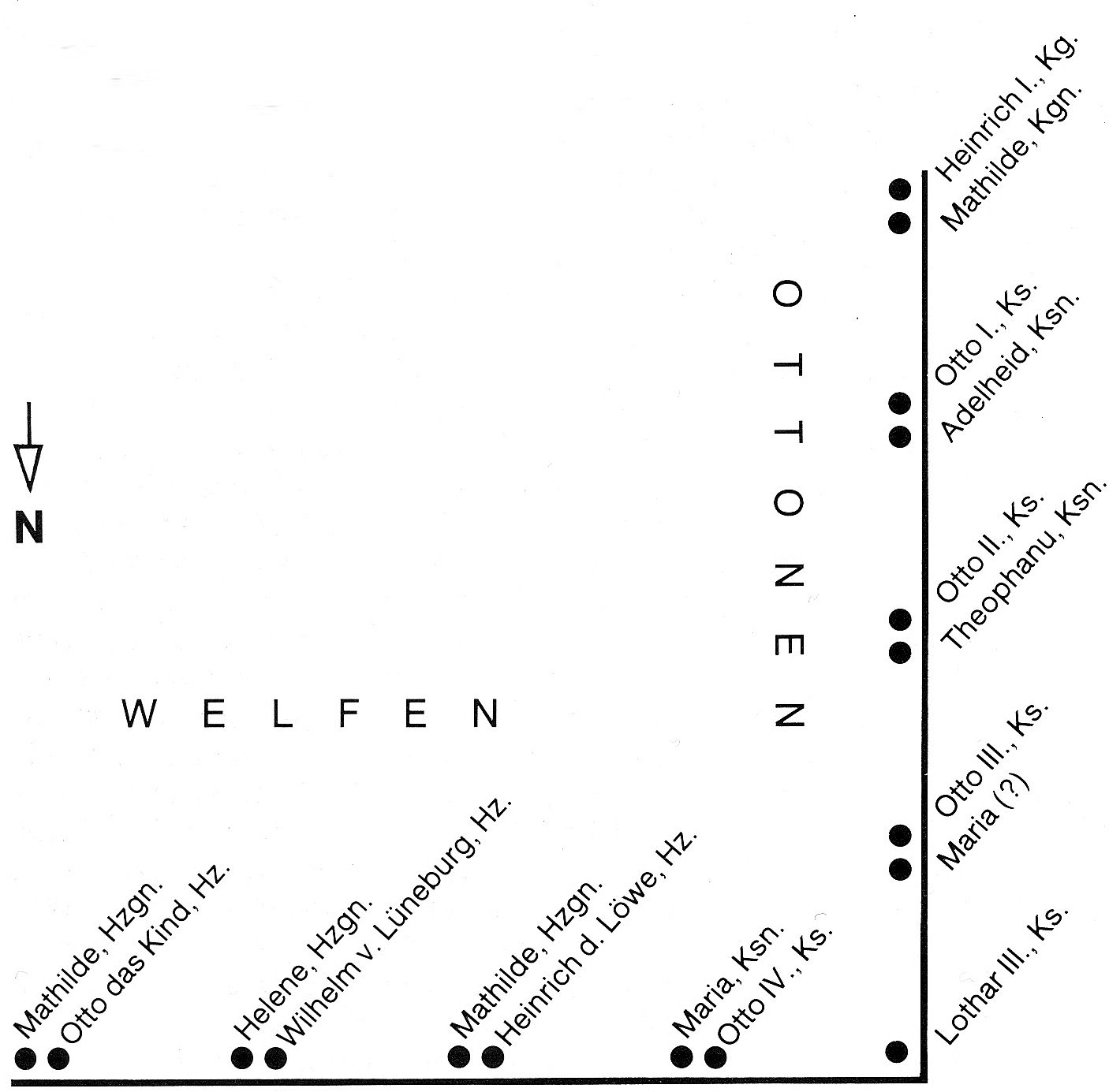
Schema des Figurenprogramms

Alle Statuten sind in Lebensgröße (ca. 170 cm) ausgeführt. Die Paare sowie die Einzelstatue stehen jeweils auf einem Podest mit Sockel unter einem Baldachin. Die Männer jeweils vom Betrachter aus links, die Frauen rechts. Alle Figuren haben individuelle Gesichtszüge und tragen unterschiedliche, ihrem gesellschaftlichen Range entsprechende kostbare Kleidung und Schmuck (aus der Entstehungszeit der Statuen).

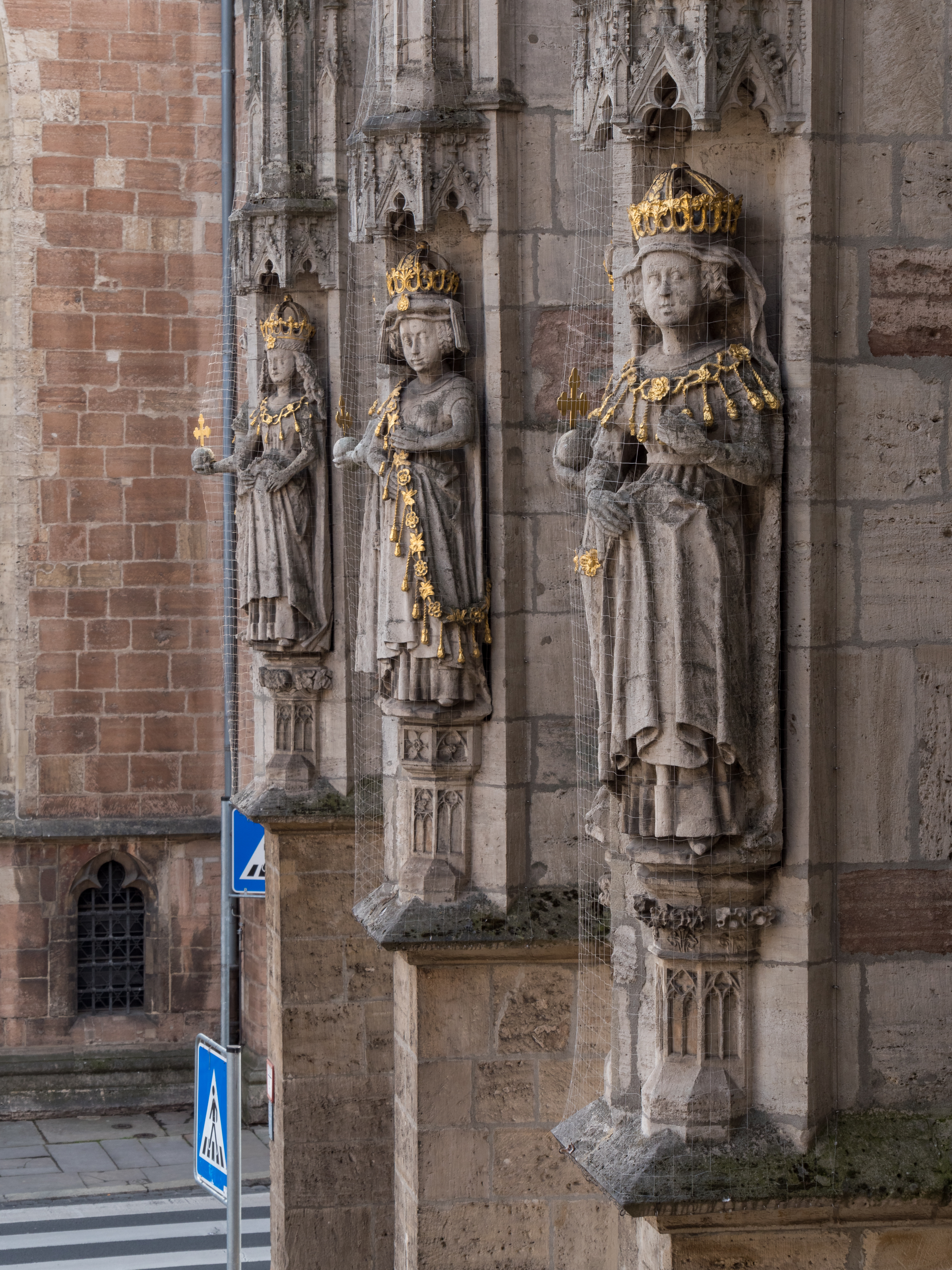
Die drei Kaiserinnen (v. l. n. r.): Mathilde die Heilige, Adelheid von Burgund und Theophanu

Alle Herrscherfiguren weisen jeweils für ihre Stellung typische Insignien auf: Alle Kaiser und deren Ehefrauen tragen Kronen, sowie Zepter (nur Heinrich I., genannt Heinrich der Vogler, trägt ein Schwert statt des Zepters, das Zepter Otto IV. war um 1789, wie es Ribbentrop beschrieb, offensichtlich am oberen Teil abgebrochen) und Reichsapfel. Die Herzöge tragen einen Fürstenhut und ein Schwert in ihrer Rechten. Ihre Linke ist leer. Heinrich I. ist der einzige, der eine Rüstung samt Helm trägt. Die Kaiserinnen und Königinnen tragen Schleier. Alle Frauen tragen lange, aufwendig gestaltete Gewänder mit Schellen – außer Helena von Dänemark, Ehefrau Wilhelms von Lüneburg. Sie trägt um den Hals eine dreireihige Perlenkette sowie darunter ein großes, in sich verflochtenes Band, das in der Mitte, auf der Brust eine Rose zeigt. Auch die Männer tragen zum Teil lange Schellenbänder. Die Herzoginnen tragen Hauben. Alle Frauen, außer Mathilde, die langes Haar trägt, haben eine aufwendige Haartracht in Form von Haarschnecken. Die Kronen, die Kreuze der Reichsäpfel sowie die Schellengürtel sind vergoldet. Otto I., Lothar III. und Heinrich der Löwe tragen lange Bärte.
Die Statue Kaiser Lothar III. steht im Winkel in der Mitte zwischen Ottonen und Welfen und ist der einzige Herrscher, dessen Ehefrau Richenza von Northeim nicht dargestellt wurde. Die ist um so merkwürdiger, als Richenza als die Ahnherrin der Welfen betrachtet wurde. Einen Erklärung, warum Richenza ausgelassen wurde, scheint der fehlende Platz in der Nische im Zentrum gewesen zu sein. Eine andere Erklärung, als diese kann sich Ohm nicht vorstellen, da der Name von Lothars Frau im 15. Jahrhundert bekannt war. Zudem war Richenzas Mutter, die aus dem Geschlecht der Brunonen stammende Gertrud die Jüngere von Braunschweig, Gründerin des Aegidienklosters in Braunschweig, beide also von großer Bedeutung für die Stadt.
Die künstlerische Qualität der Figuren auf der Westseite wird im Allgemeinen als geringer als die auf der Nordseite betrachtet. So beschrieb sie der Kunsthistoriker Wolfgang Scheffler als stumpfsinnig, leblos starr, roh. Die Köpfe seien im Vergleich zum Körper zu groß geraten, Körperhaltung und Gestik seien starr und die Gewänder, insbesondere deren Falten, seien wenig ausgestaltet.
Ursprünglich befanden sich zu Füßen jeder Figur das Wappen der dargestellten Person und deren Name. Wann und warum diese entfernt wurden, ist unbekannt, jedoch sind sie bei Rehtmeyer, also im frühen 18. Jahrhundert, noch nachweisbar.

#### Herrscherstandbilder
Die Statuen sind in chronologischer Reihenfolge angeordnet. Allerdings wurden Heinrich der Löwe und dessen Sohn Otto I. „zeitlich“ getauscht, so steht neben Lothar III. nicht dessen Enkel Heinrich der Löwe, sondern Heinrichs Sohn Otto IV. Annette Boldt-Stülzebach vermutet, der Grund liege darin, alle fünf Kaiser chronologisch nebeneinander darzustellen.
Das Figurenprogramm sollte die seit langem geltende städtische Freiheit als durch Kaiser und Reich bestätigt symbolhaft darstellen. Die Bildnisse können demnach als Memorialbilder verstanden werden.
|  | Position  | Geschlecht | Person(en)                                   | Anmerkungen |
|  | --------- | ---------- | -------------------------------------------- | --- |
|  | Westseite | Ottonen    | Heinrich I. und Mathilde die Heilige         | Heinrich I. (um 876–936), genannt Heinrich der Vogler, heiratete 909 Mathilde (um 896–968). Ihr ältester Sohn Otto folgte seinem Vater 936 auf den Thron. |
|  | Westseite | Ottonen    | Otto I. und Adelheid von Burgund             | Otto I. (912–973), genannt Otto der Große, heiratete 951 Adelheid (um 931–999). Ihr Sohn Otto folgte seinem Vater 973 auf den Thron. |
|  | Westseite | Ottonen    | Otto II. und Theophanu                       | Otto II. (955–983), genannt Otto der Rote, heiratete 972 Theophanu (um 960–991). Ihr Sohn Otto folgte seinem Vater 983 auf den Thron. |
|  | Westseite | Ottonen    | Otto III. und (angebl.) Maria von Aragon     | Otto III: (980–1002) starb unverheiratet. Die Identität der Frau an seiner Seite ist ungeklärt. Es wurde vermutet, dass es sich bei der Dargestellten entweder um seine Mutter Theophanu (s. o.) handeln könnte oder um seine Großmutter väterlicherseits Adelheid von Burgund (s. o.). Für Braunschweig wahrscheinlicher erscheint hingegen, dass die Statue Maria von Aragon darstellt, bei der es sich nach einer im Spätmittelalter in Braunschweig verbreiteten Legende, die als historische Wahrheit betrachtet wurde, um die Ehefrau Otto III. handeln solle. (Historische) Belege für eine Ehe Otto III. existieren indes nicht. Johann Georg Leuckfeld hatte bereits in seinem 1714 erschienenen Werk Antiquitates Halberstadenses darauf hingewiesen, dass Otto III. nicht verheiratet gewesen war. Auch Carl Schiller hatte 1852 nochmals darauf hingewiesen, dass es sich um angebliche Ehefrau Maria Sophie von Aragonien handeln könne, Otto III. aber unverheiratet war. |
|  | Zentrum   |            | Lothar von Süpplingenburg                    | Lothar III. heiratete im Jahr 1100 Richenza von Northeim (um 1088–1141), Tochter Graf Heinrichs des Fetten von Northeim und der Brunonin Gertrud der Jüngeren von Braunschweig. Die Platzierung Lothar III. im Zentrum der Figurenreihe ist kein Zufall, da sich in seiner Person die Linie der sächsischen Kaiser mit der der Welfen vereinigt. Dass seine Gemahlin Richenza im Figurenprogramm fehlt, liegt allein am mangelnden Platz im Schnittpunkt des westlichen und nördlichen Laubengangs. |
|  | Nordseite | Welfen     | Otto IV. und Maria von Brabant               | Otto IV. von Braunschweig (um 1175–1218) war der älteste (überlebende) Sohn Heinrichs des Löwen (s. u.) und dessen zweiter Ehefrau Mathilde Plantagenet. Er war der einzige römisch-deutsche König und Kaiser des römisch-deutschen Reiches aus dem Haus der Welfen. Otto IV. hatte bereits 1212 Beatrix von Schwaben (1198–1212), eine Enkelin Friedrich Barbarossas geheiratet, die jedoch drei Wochen nach der Hochzeit starb. 1214 heiratete er in zweiter Ehe Maria von Brabant. Beide Ehen blieben kinderlos. |
|  | Nordseite | Welfen     | Heinrich der Löwe und Mathilde Plantagenet   | Heinrich der Löwe (um 1130–1195), Herzog von Sachsen und Bayern, heiratete 1147 in erster Ehe Clementia von Zähringen. 1162 jedoch wurde die Ehe wegen „zu naher Verwandtschaft“ aufgelöst. In zweiter Ehe heiratete Heinrich 1168 Mathilde Plantagenet (um 1156–1189), älteste Tochter des englischen Königs Heinrich II. und dessen Ehefrau Eleonore von Aquitanien und Schwester der späteren englischen Könige Richard Löwenherz und Johann Ohneland. Das Paar hatte mehrere Kinder, darunter Otto IV. (s. o.) sowie Wilhelm von Lüneburg (s. u.). |
|  | Nordseite | Welfen     | Wilhelm von Lüneburg und Helena von Dänemark | Wilhelm von Lüneburg (1184–1213), jüngster überlebender Sohn Heinrichs des Löwen und dessen zweiter Ehefrau Mathilde Plantagenet (s. o.) heiratete 1202 Helena von Dänemark (um 1180–1233). Aus der Ehe ging ein Sohn, genannt Otto das Kind, hervor (s. u.). |
|  | Nordseite | Welfen     | Otto das Kind und Mathilde von Brandenburg   | Otto I., genannt Otto das Kind (1204–1252), war das einzige Kind Wilhelms von Lüneburg und dessen Ehefrau Helena von Dänemark (s. o.). 1228 heiratete Otto Mathilde von Brandenburg. Ab 1235 war Otto I. erster Herzog von Braunschweig und Lüneburg. Aus der Ehe gingen 10 Kinder hervor, darunter Albrecht I., genannt „der Große“, Stammvater des „Alten Hauses Braunschweig“ und Johann I., Stammvater des „Alten Hauses Lüneburg“. |

## Rezeption
Eine frühe Erwähnung der Skulpturen ist in Matthäus Merians zwischen 1654 und 1658 erschienen Topographia und Eigentliche Beschreibung Der Vornembsten Stäte, Schlösser auch anderer Plätze und Örter in denen Hertzogthümer Braunschweig und Lüneburg, und denen dazu gehörende Grafschafften Herrschafften und Landen enthalten:

„Als in der AltenStatt / ist das alte StattRathauß / bey dem alten Stattmarckt / an welchem der Alten Fürsten und Hertzogen von Braunschweig / sampt deroselben Gemahlinne Bildnussen / noch heutiges Tages in Stein gehawen zu finden seyn.“

Im Laufe der Jahrhunderte erwähnten und beschrieben auch andere Autoren die Figuren, darunter die Historiker Heinrich Meibom und Philipp Julius Rehtmeyer in der 1722 erschienenen Braunschweigisch-Lüneburgischen Chronica. Philip Christian Ribbentrop beschrieb die Skulpturen ausführlich in seiner Beschreibung der Stadt Braunschweig. 1. Band, Johann Christoph Meyer, Braunschweig 1789, S. 208–212.